# Wierzchul
Wierzchul (Wiechszul) – przepływowe jezioro rynnowe, położone w mezoregionie Bory Tucholskie, w kompleksie leśnym Borów Tucholskich, w gminie Stara Kiszewa (powiat kościerski, województwo pomorskie).

## Charakterystyka
Akwen jest połączony z obszarem jeziora Przywłoczno i z systemem dorzecza Wierzycy ("Obszar Chronionego Krajobrazu Doliny Wierzycy"). Najbliższą miejscowością jest leżąca na północ od jeziora wieś Olpuch. Linia brzegowa jeziora jest porośnięta lasem sosnowym, a samo jezioro roślinnością bagienną.

## Dane morfometryczne
- powierzchnia całkowita: 35,79 ha,
- wysokość lustra: 126,7 m n.p.m.,
- głębokość maksymalna: 11 m.